# Repulse Islands National Park
Repulse Islands National Park är en nationalpark i Australien.   Den ligger i delstaten Queensland, i den östra delen av landet, 1 600 km norr om huvudstaden Canberra. Repulse Islands National Park ligger 27 meter över havet. Den ligger på ön East Repulse Island.